# Michael Poryes
Michael Poryes (22 marzo 1955) è un produttore televisivo e autore di testi per la TV statunitense.

## Filmografia
Produttore esecutivo
- Raven (2003-2007)
- Hannah Montana (2006-2011)
- Veronica's Closet (1997-2000)

Creatore
- Raven (2003-2007)
- Hannah Montana (2006-2011)